# 張角
張 角（ちょう かく、? - 184年）は、道教の一派である太平道の創始者。冀州鉅鹿郡の人。弟は張宝・張梁。黄老を奉じて、太平道を率い黄巾の乱を引き起こした。

## 正史における張角
自ら大賢良師と称し、太平道の信者を集め養っていた。信者たちに、平伏して罪を懺悔させたり、符水を飲ませることで病を癒したため、人々の信奉を集めた。10余年のうちに、数十万人の信者を8つの州で獲得するに至ったため、信者を36の「方」に属せしめ、それぞれの方に渠帥を置き管轄させた。表面的には善道をもって天下を教化していたが、内部では結託して黄天の世を作ろうと画策していた。やがて、
という標語を掲げ、洛陽の城門や州郡の役所に白亜で「甲子」の字を書いて造反をアピールした。
光和7年（184年）、人身御供を捧げて天を祭り、一斉に蜂起して州郡の役所を焼き払い、長官を殺害し集落を略奪した。張角は天公将軍と称した。しかし同年夏以降は、後漢朝廷の皇甫嵩や朱儁らの活躍もあり、急速に乱が治まっていった（詳細は黄巾の乱を参照）。張角は広宗に拠って抵抗したが、10月に広宗は陥落した。この時、張角が既に病死していたため、討伐軍は棺を暴いて遺体を刑罰に処し、斬首した首を洛陽で木に吊るした。
この後も黄巾を名乗る蜂起は各地で続いた。さらに、北宮伯玉・韓遂・張燕・張脩など黄巾以外の反乱軍も数多く蜂起し、もはや後漢朝廷の手に負えなくなった。この事件以降、後漢の権威は地に堕ちた。
やがて、黄巾兵を傘下に組み入れた曹操（後の魏）に、孫権（後の呉）・劉備（後の蜀漢）を加えた三者が鼎立する「三国時代」が到来することとなる。

## 三国志演義の大賢良師（太平道人）に至るまで
小説『三国志演義』では、張角・張宝・張梁の3兄弟は「不第秀才」（郷試に合格していない秀才）という設定で登場する。ある日、山に薬草を採集しに行ったところ南華老仙という人物に会い、「太平要術」3巻を授けられ「まさに天に代わりて宣化し、あまねく世人を救うべし」との使命を与えられる。また、もし悪用すれば、必ず報いを受けるだろうと警告される。これにより風雨を呼ぶ能力を身につけ、「太平道人」と号すことになる。中平元年正月（歴史上の中平元年は12月からのため、この年月は存在しない）に疫病が起こると、張角は符水をもって人々の病を癒し、さらに「大賢良師」と号している。
その後、史実通りに黄巾の乱を起こし、乱の最中で死んでしまう。

## 主な黄巾賊
| - 何儀 - 何曼 - 管亥 - 韓忠 - 黄邵 | - 呉桓 - 呉覇 - 司馬倶 - 徐和 - 孫夏 | - 趙祇 - 趙弘 - 張饒 - 張伯 - 張宝 | - 張曼成 - 張梁 - 陳敗 - 陳宝 - 唐周 | - 馬元義 - 波才 - 馬相 - 万秉 - 彭脱 | - 卜己 - 劉辟 - 梁仲寧 |

『三国志演義』でのみ登場する黄巾賊
| - 龔都 - 厳政 - 高昇 - 周倉 - 程遠志 | - 鄧茂 - 杜遠 - 裴元紹 - 卞喜 - 廖化 |